# MC Bangcho
万超（バンチョウ、男性）は、日本のヒップホップアーティスト、タレント、フォトグラファー。
- 2001年-2002年 見参!アルチュンに出演。ヘタレキャラとしての印象を世に与えている。
- 2002年 DJ NAPEY ILLFINGER客演。韻踏合組合らと共に楽曲出演している。Quarter Notesという名前でDJ NAPEY、DOBINSKI、OLD No.7らとラップユニットが形成されていた。
- 2005年 DOBINSKI主催 HIP HOP ONE“10years after the EARTH QUAKE sp 客演。
- 2007年ごろ　DJ HAZIME主催 DOUBLE HARDから自身が撮影したNew York PHOTO T-shirt をリリース。
- 2011年 iTunes Storeにてsingle Hey! BOSS、Let It Slowをリリースしている。
- 2014年 インターネット動画サイト大阪応援.TVにて各種看板番組出演を開始しているようである。

- HIP HOPアーティストの位置づけでありながら、オタクカルチャーに膵頭している、かつお笑いのような形で番組出演もしている、特異なスタンスの存在。ある種のつかみどころがない芸人ともいえる。写真家でもあり、かつてニューヨークで過ごしていた時代に撮影した写真をDOUBLE HARDからリリースしていた経歴を持つ。

| スタブアイコン | サブスタブ | この項目は、まだ閲覧者の調べものの参照としては役立たない、人物に関連した書きかけの項目です。この項目を加筆・訂正などしてくださる協力者を求めています（P:人物伝/PJ:人物伝）。 |